# Meizu M3E
Meizu M3E (Meizu E в Китаї) — фаблет, розроблений Meizu, що входить до серії «M». Був представлений 10 серпня 2016 року.

## Дизайн
Екран виконаний зі скла. Корпус виконаний з алюмінію.
Знизу розміщені роз'єм microUSB, динамік, мікрофон, два болти та 3.5 мм аудіороз'єм. Зверху розташований другий мікрофон. З лівого боку розташований гібридний слот під 2 SIM-картки, або 1 SIM-картку і карту пам'яті формату microSD до 128 ГБ. З правого боку розміщені кнопки регулювання гучності та кнопка блокування смартфона.
На передній частині розміщені екран, розмовний динамік, овальний сенсор наближення із сенсором автояскравості та фронтальна камера на верхній рамці передньої частини та кнопка mTouch 2.1 із вбудованим сканером відбитків пальців на нижній рамці.
Meizu M3E продавався в 5 кольорах: сірому, сріблястому, золотому, синьому та рожевому золоті.

## Технічні характеристики

### Платформа
Смартфон отримав процесор MediaTek Helio P10 та графічний процесор Mali-T860MP2.

### Батарея
Батарея отримала об'єм 3100 мА·год та підтримку швидкої зарядки на 24 Вт.

### Камера
Meizu M3E отримав основну камеру 13 Мп Sony IMX258, f/2.2 (ширококутний) з фазовим автофокусом та здатністю запису відео в роздільній здатності 1080p@30fps.Фронтальна камера отримала роздільність 5 Мп (ширококутний), світлосилу f/2.0 та здатність запису відео у роздільній здатності 720p@30fps.

### Екран
Екран IPS LCD, 5.5", 1980 × 1080 (FullHD) зі співвідношенням сторін 16:9 та щільністю пікселів 403 ppi.

### Пам'ять
Смартфон продавався в комплектації 3/32 ГБ.

### Програмне забезпечення
Смартфон був випущений на Flyme 5.2, що базувалася на Android 5.1 Lollipop. Був оновлений до Flyme 8 на базі Android 7.0 Nougat.